# 奧托 (布倫瑞克-格魯本哈根)
布倫瑞克-格魯本哈根的奧托（德語：Otto von Braunschweig-Grubenhagen，1320年—1398年）是那不勒斯女王喬凡娜一世第四任、也是最後一任丈夫。他是格魯本哈根親王海因里希二世的兒子，與喬凡娜一世在1376年結婚。他們沒有孩子。1381年奧托敗給卡洛三世的軍隊，後者在隔年取代喬凡娜一世成為那不勒斯國王。